# Mordellistena turkmenica
Mordellistena turkmenica là một loài bọ cánh cứng trong họ Mordellidae. Loài này được Odnosum miêu tả khoa học năm 2003.